# Herpestes semitorquatus
La mangusta dal collare (Herpestes semitorquatus Gray, 1846) è un carnivoro della famiglia degli Erpestidi presente solamente sull'isola del Borneo e, forse, a Sumatra.

## Descrizione
La mangusta dal collare ha una lunghezza testa-corpo di circa 40-45,5 cm e una coda di 28,5–30 cm, vale a dire una misura pari a oltre il 60% della lunghezza testa-corpo. Il peso è di circa 3–4 kg. Il colore di base è bruno-rossastro con una striscia giallastra sul dorso. Le zampe sono di colore marrone-nerastro nella parte inferiore e la coda è giallastra, come la parte inferiore della testa e del collo. Dalle orecchie alle spalle, su entrambi i lati, si estende una striscia biancastra. I peli di guardia sono piuttosto brevi, e misurano tra i 10 e i 20 mm di lunghezza.
La formula dentaria è I 3/3 - C 1/1 - P 4/4 - M 2/2 = 40. In passato la mangusta dal collare era considerata come una sottospecie della mangusta dalla coda corta, ma attualmente si tende a considerarla una specie distinta.

## Distribuzione e habitat
La specie è protetta solamente nel Borneo, dove a quanto pare occupa una gran parte dell'isola, in territori appartenenti sia alla Malaysia che all'Indonesia e, probabilmente, al Brunei. Per lungo tempo la presenza sull'isola di Sumatra è stata nota unicamente a partire da due vecchi esemplari museali risalenti al 1917, fino a quando, nel 2012, non è stato segnalato un nuovo esemplare ad Aceh. La mangusta dal collare vive in foreste primarie e secondarie e nelle piantagioni. Nel Borneo la specie è presente dal livello del mare fino a 1200 m. L'entità del numero di esemplari è praticamente sconosciuta. La IUCN la classifica come specie «prossima alla minaccia» (Near Threatened). Recentemente, la specie è stata scoperta anche nella zona del parco nazionale del Monte Kinabalu.

## Biologia
Le abitudini di questa specie sono poco conosciute. A quanto pare, si tratta di una creatura solitaria e terricola. I filmati catturati dalle trappole fotografiche suggeriscono che la mangusta dal collare sia un animale diurno.

## Tassonomia
Generalmente vengono riconosciute due sottospecie:
- H. s. semitorquatus Gray, 1846, la sottospecie del Borneo.
- H. s. uniformis Robinson e Kloss, 1919, la forma presente a Sumatra.

Tale classificazione, tuttavia, non è universalmente riconosciuta.